# Бабій Іван (педагог)

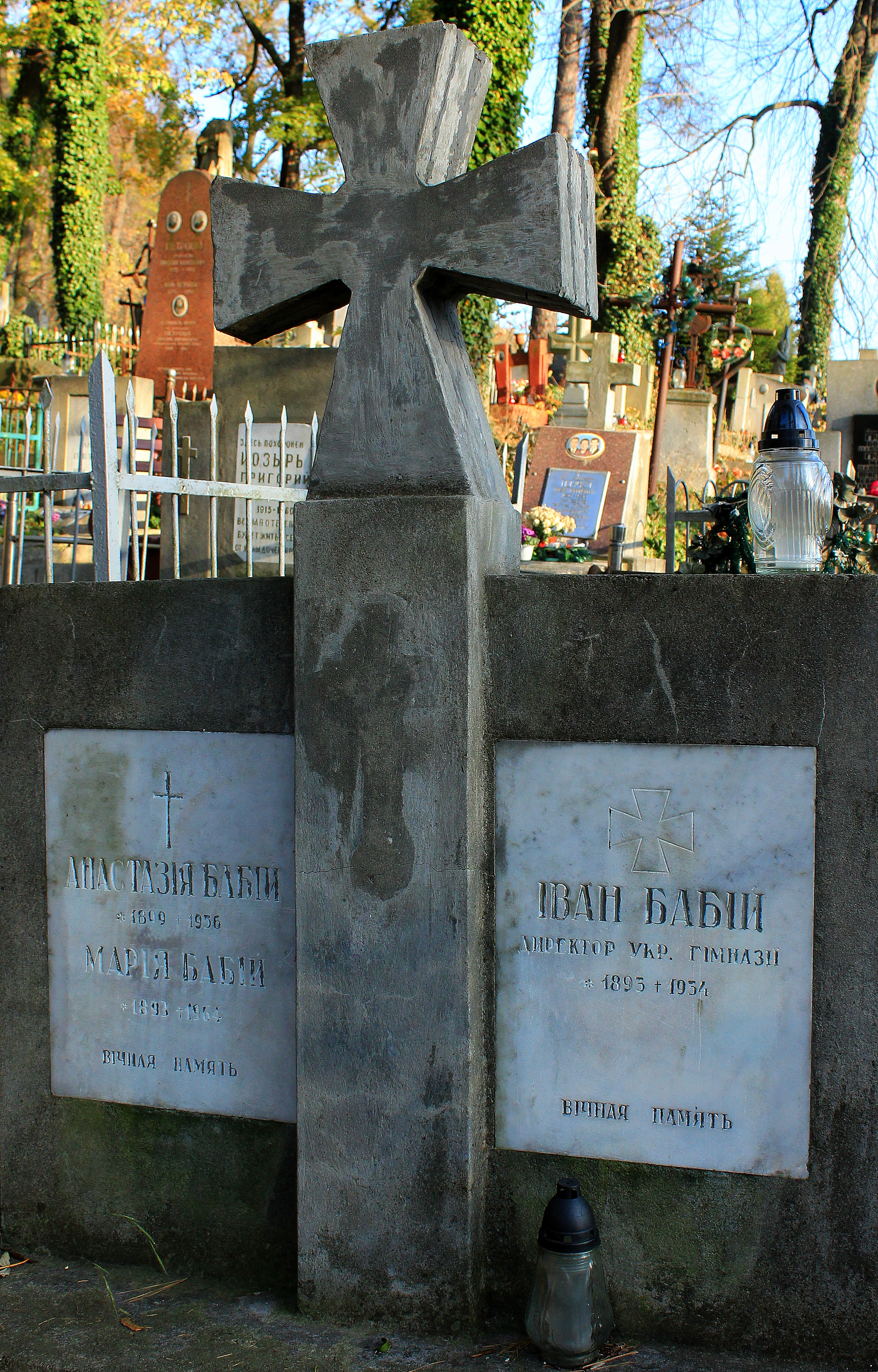

Іва́н Бабі́й (5 березня 1893, с. Добромірка, нині Збаразького району Тернопільської області — 25 липня 1934, Львів) — український педагог, військовик. Один із головних організаторів свята «Українська молодь — Христові». 
Вбитий за рішенням ОУН.

## Біографія

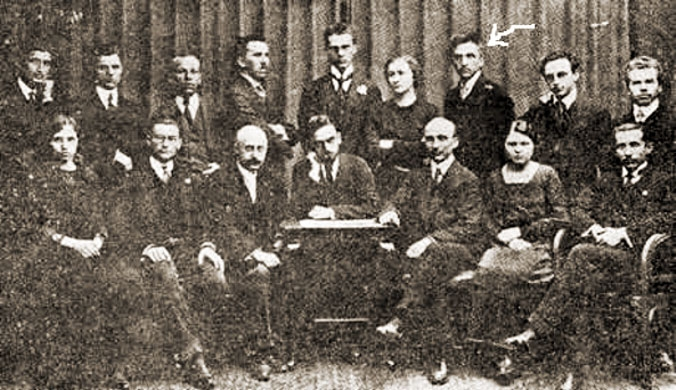
Головна Рада Студентського Союзу 1912 р. 1-й ряд від ліва: Дарія Білинська-Навроцька, Василь Косаренко-Косаревич, А. Павлусевич, Осип Когут, М. Жила, Марія Твердохліб, Євген Коновалець; 2-й ряд: Степан Індишевський, нерозпізнаний, Іван Бабій, Юрій Полянський, В. Котецький, Олена Степанів, Роман Дашкевич, Петро Дідушок, Юліян Охримович.

Народився 5 березня 1893 року в селі Добромірка (нині Збаразького району Тернопільської області, Україна) в сім'ї селян.
1911 року закінчив Тернопільську українську гімназію (1905/1906 — ІІІб клас) потім навчався на філософському факультеті Львівського університету за курсом класичної філології.
У 1914 році мобілізований до австро-угорської армії, брав участь у Першій світовій війні, служив у лавах УСС. Після проголошення ЗУНР воював у лавах УГА, мав ранг поручника. У 1920 році був офіцером Дієвої Армії УНР, під час спільного маршу на Київ особистою відвагою врятував відділ польського війська від більшовиків, за це отримав спеціальну подяку корпусу офіцерів. За спогадами Степана Шухевича служив у залізничних військах. Опікун пластових куренів на Тернопільщині — зв'язковий 24 і 34 куренів (Бережани), скавтмайстер.
Професор (викладач) Бережанської гімназії у 1921—1928 роках, у Львові: 1928—1931 — професор, 1931–1934 — директор філії Академічної гімназії[джерело?]. З 1 січня 1934 року директор Академічної гімназії.[джерело?] Був прихильником заснування українського університету в Львові.
На думку польського дослідника Мар'яна Тировіча (1930-ті роки), його діяльність була скерована на піднесення етичного та культурного рівнів життя українців, виховання покоління українців, які повинні були розуміти необхідність співжиття обидвох народів Галичини як невід'ємної частини Польщі.
У 1932 році пережив 2 напади зі сторони ОУН, давав об'єктивні свідчення в справі атентату Миколи Лемика. За версією М. Тировіча, через це був убитий.
Українські націоналістичні кола звинуватили Івана Бабія у співпраці з польською владою проти інтересів української нації. Головним звинуваченням директора Бабія було переслідування гімназистів, які прихильно ставились до ОУН та намовляння до співпраці з польською поліцією. Були й інші закиди, які характеризували надзвичайно лояльне ставлення Бабія до Польської держави. Деякі приклади «лояльності» Бабія:

| „Директор філії української академічної ґімназії у Львові, І. Бабій, „арештував” у Преображенській церкві у Львові студента університету Вол. Гірного і віддав його в руки польської поліції, закидаючи йому, що Гірний розкидав у церкві, між військом, летючки ОУН, видані з нагоди річниці смерти Ярослава Любовича. І ось ґімназійний професор сповняє функції поліційного аґента та ще в церкві, в присутності байдужих до справи польських офіцерів. Гірний сидить у тюрмі, а оце недавно засуджено його на 6 місяців тюрми. Той самий дир. Бабій перед тим заборонив учням іти на панахиду за бл. пам. Любовича, рівночасно переконуючи учнів, що ті, хто друкує летючки на пошану Любовича, – це провокатори. Делеґації учнів, що домагалися влаштування в ґімназії Шевченківського свята 10.III.1932, спочатку не хотів дати дозволу, а потім, бачачи рішучу поставу учеників, відповів по-польськи: „Напшуд бендзє концерт маршалковскі, а потем шевченковскі” (т. зн. наперед влаштується концерт у честь польського маршала Пілсудського, а тоді щойно можна буде давати концерт у честь Шевченка). І справді, спочатку – 19.III. на „Юзефа” – влаштував концерт у честь Пілсудського, а щойно потім Шевченківський. Шевченківський концерт І. Бабій довго не дозволяв розпочинати, хоч у залі були 2 українські єпископи, бо спізнився... польський куратор, запрошений дир. Бабієм. Коли ж куратор прийшов, у дверях його привітав дир. Бабій, дякуючи йому за... польську культуру, яку несуть поляки українцям. Потім він посадив куратора поміж двох українських єпископів і виголосив другу привітальну промову з вірнопідданчими висловами для Польщі. Той самий українець, дир. І. Бабій, викинув із ґімназії учня за те, що той пішов до церкви на панахиду по бл. п. Басарабовій”. „Розбудова Нації”, ч. 5-6 за травень-червень 1932 р. |.
Іван Бабій двічі був попереджений бойовиками ОУН: вперше його було побито по обличчю, а згодом, в приміщенні гімназії, побито палицями. Причиною таких дій була неодноразова здача гімназистів у руки польської поліції, що спричиняло виключення із гімназії, а інколи й невеликі судові вироки.
Революційний трибунал Організації українських націоналістів засудив його до смертної кари. У зв'язку з цим 27 липня 1934 року у Львові бойовик ОУН убив Бабія. Як виявилось, за Бабієм була закріплена поліцейська охорона і коли атентатник зрозумів, що йому не вдасться втекти, спробував застрелитися. В лікарні бойовик отямився та зізнався, що є членом ОУН і зветься Михайло Цар, родом з Поздимира. 17 серпня від отриманої рани вбивця помер..
Митрополит Андрей Шептицький у відозві до вірних публічно засудив убивство Івана Бабія.
Убивство Бабія викликало дуже сильний відгомін серед українського громадянства, бо йшлося про людину з високою освітою, колишнього старшину української армії, й вкотре поставило питання «межі лояльності» до Польської держави. На ОУН посипалися гострі напади з боку різних українських політиків та партій. Під час процесу 5 червня 1936 року на запит прокурора Степан Бандера докладно пояснив: «ОУН нікого з українців не карала за саму їхню льояльність до польської держави. Директора Бабія ОУН засудила на кару смерти за те, що він активно співпрацював з польською поліцією і свідомо поборював українське революційне підпілля, видаючи польській поліції українських ґімназистів та студентів, членів і симпатиків ОУН».